# Lino Cauzzo
Lino Cauzzo (Cadoneghe, Provincia de Padua, Italia, 3 de febrero de 1924) es un exfutbolista italiano. Se desempeñaba en la posición de centrocampista.

## Clubes
| Club            | País   | Año         |
| --------------- | ------ | ----------- |
| A. C. Cuneo     | Italia | 1945 - 1946 |
| Juventus F. C.  | Italia | 1946 - 1947 |
| Unione Venezia  | Italia | 1947 - 1952 |
| U. S. Lecce     | Italia | 1952 - 1954 |
| Barletta Calcio | Italia | 1954 - 1957 |